# زهرة العسل الممشطية
زهرة العسل الممشطية (الاسم العلمي:Melianthus pectinatus)  هو نوع من النباتات يتبع جنس زهرة العسل من فصيلة الزهرية العسل.